# Dzidzio
Dzidzio (ukr. Дзідзьо) – ukraiński zespół muzyczny grający muzykę pop założony w 2009.

## Historia zespołu

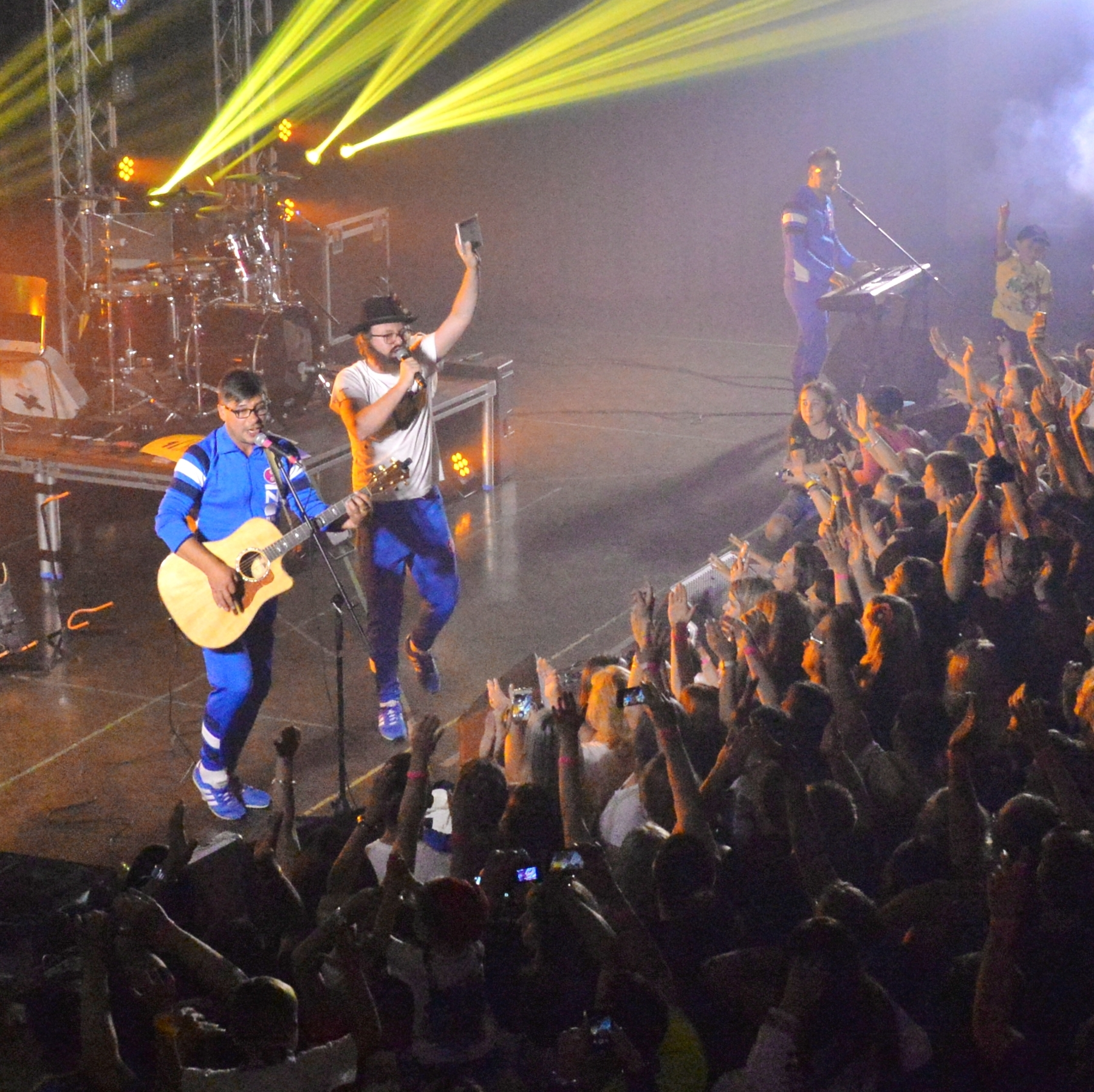
Dzidzio podczas koncertu, 2015

Zespół powstał w 2009. „Dzidzio” to nie tylko nazwa grupy, ale też pseudonim artystyczny jej lidera, Michaiła Chomy. Czwartym, charakterystycznym członkiem zespołu jest świnia o imieniu Meison.
W 2012 zespół wydał swój debiutancki album studyjny, zatytułowany Cha-Cha-Cha, na której znalazła się m.in. polskojęzyczna piosenka „Ja Cię kocham”, a także niemieckojęzyczny singiel „Das ist gut fantastisch”.
W 2014 muzycy wydali drugi album, zatytułowany Hity. Promowali go przez single: „Meni powezło”, „Dzidzio”, „Ja i Sara”, „Pawuk”, „Susidi” i „3 w 1”.
W czerwcu 2015 zagrali specjalny koncert, którym wyrazili swoje poparcie dla Euromajdanu. W tym samym roku wydali nowy singiel – „Ja jidu do mamy”, który znalazł się na ich debiutanckim minialbumie, zatytułowanym Dance z listopada 2015.
W latach 2014–2016 byli nominowani do ukraińskiej nagrody muzycznej Yuna w kategorii „Najlepszy zespół”. W 2016 zaprezentowali trzy nowe single: „Marsik”, „Ptachopodibna” i „108”. W 2017 wydali kolejne single: „Nie matiukajsia” i „Banda-Banda”.

## Dyskografia

### Albumy studyjne
- Cha-Cha-Cha (2012)
- Hity (2014)
- SUPER-PUPER (2018)